# Сант'Елпидио а Маре
Сант'Елпидио а Маре (итал. Sant'Elpidio a Mare) насеље је у Италији у округу Фермо, региону Марке.
Према процени из 2011. у насељу је живело 5365 становника. Насеље се налази на надморској висини од 224 м.

## Становништво
| 1931.  | 1936.  | 1951. | 1961.  | 1971.  | 1981.  | 1991.  | 2001.  | 2011.  |
| ------ | ------ | ----- | ------ | ------ | ------ | ------ | ------ | ------ |
| 10.310 | 10.553 | 9.982 | 11.013 | 13.936 | 15.041 | 15.040 | 15.332 | 16.968 |